# Montante e jusante (DNA)
Na biologia molecular e genética, a montante e a jusante ambos se referem a posição relativa no DNA ou RNA. Cada fita de DNA ou RNA tem uma ponta 5' e uma ponta 3', assim chamado por causa da posição do carbono no anel de desoxirribose (ou ribose). Por convenção, a montante e a jusante referem-se à direção de 5' para 3' na qual a transcrição de RNA acontece. A montante é voltada para a extremidade 5' da molécula de RNA e a jusante voltada para a extremidade 3'. Ao considerar o DNA de cadeia dupla, é a montante para a extremidade 5' da cadeia codificadora para o gene em questão e a jusante voltada para a extremidade 3'. Devido à natureza antiparalelo do DNA, isto significa que a extremidade 3' da estrutura helicoidal da matriz está a montante do gene e a extremidade 5' está a jusante.
Alguns genes na mesma molécula de DNA podem ser transcritos em direções opostas. Isto significa que as zonas a montante e a jusante da molécula podem mudar, dependendo de qual é utilizada como gene de referência.